# 猪毛草
猪毛草（学名：Schoenoplectiella wallichii）为莎草科萤蔺属下的一个种。